# Besleria peruviana
Besleria peruviana är en tvåhjärtbladig växtart som beskrevs av Karl Fritsch. Besleria peruviana ingår i släktet Besleria och familjen Gesneriaceae. Inga underarter finns listade i Catalogue of Life.